# Sudarij iz Ovieda
Sveti Sudarij iz Ovieda (špa: Santo Sudario de Oviedo), poznat i kao Pokrov iz Ovieda (špa: Pañolón de Oviedo) je katolička relikvija, koja se čuva u katedrali grada Oviedo u Španjolskoj.
Predstavlja komad krvave tkanine promjera 84 x 53 cm, koja je po predaji bila omotana oko Isusove glave nakon što je njegovo tijelo skinuto s križa gdje je bio razapet. Za razliku od mnogo poznatijeg Torinskog platna, na njemu nema neposrednih tragova iz kojih bi se mogao razbrati Isusov lik.
Prvi put se spominje 570. u djelu Antonina iz Piacenze, koji je naveo da se čuva u samostanu sv. Marka kraj Jeruzalema. Godine 614. je za vrijeme bizantsko-perzijskog rata, Jeruzalem i okolicu zauzela perzijska vojska pod generalom Šahrabarazom. Perzijanci su tada zaplijenili veliki broj Isusovih relikvija, uključujući i Istinski križ. Sudarij je, međutim, prokrijumčaren u sjevernu Afriku, a odatle u Španjolsku. 
Alfonso II. od Asturije sagradio je kapelu 840., radi njegovog čuvanja u Oviedu. Sudarij se vjernicima pokazuje tri puta godišnje - na Veliki petak, 14. i 21. rujna.
Sudarij je, slično kao i Torinsko platno, bio predmetom raznih istraživanja, koja pokušavaju utvrditi njegovu autentičnost; ta su istraživanja dala proturječne rezultate.

## Vanjske poveznice
- Viewing information
- The Sudarium of Oviedo: Its History and Relationship to the Shroud of Turin